# 至聖救世主教堂

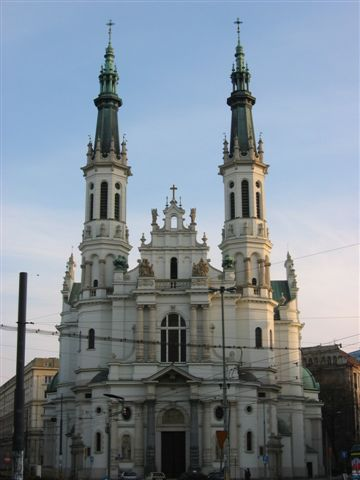
至聖救世主教堂

至聖救世主教堂（波蘭語：Kościół Najświętszego Zbawiciela）是波蘭首都華沙的一座羅馬天主教的堂区教堂，位於斯羅德米斯切區的救世主广场。這座教堂的歷史可以追溯至19世紀後期。教堂於1903年開始開放，四年之後全面開放。1927年，教堂舉辦了奉獻儀式。二戰期間教堂嚴重受損。戰後教堂得到重建。

## 外部連結
- Official website of the parish （页面存档备份，存于） （波兰語）

52°13′08″N 21°01′04″E / 52.21889°N 21.01778°E